# Mary McLellan Hamilton

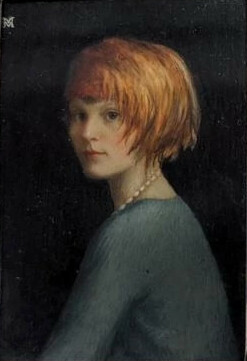
Mary McLellan Hamilton: Self-Portrait (1925). Detroit Institute of Arts.jpg

Mary McLellan Hamilton (* 1891 in Detroit; † 1939 in Grosse Pointe Farms, Michigan) war eine US-amerikanische Künstlerin, die vor allem für ihre Malerei und Miniaturmalerei bekannt ist.

## Leben
Mary McLellan Hamilton war die Tochter des wohlhabenden Detroiter Fabrikanten und Bankiers William Pegram Hamilton und dessen Frau Mary McLellan Farrand. Sie studierte in Detroit an der School of Fine Arts von John P. Wicker (1860–1931) sowie in New York City an der Art Students League. Im Winter 1916/17 besuchte sie mehrere Monate lang die Klasse von Dmitri Romanoffsky (?–1971, tätig 1924–1927). Um 1922 erhielt Hamilton auch Kritik an ihren Miniaturen von Helen Winslow Durkee. Zunächst malte Hamilton großformatige Werke in Öl, später widmete sie sich ausschließlich der Miniaturmalerei. 1923 kehrte sie nach Grosse Pointe Farms zurück, um mit ihrer Familie zu leben. 1919 wurde sie Mitglied der Detroit Society of Women Painters, in der sie regelmäßig Miniaturen und illuminierte Zeichnungen ausstellte und dem Vorstand angehörte. Von Januar bis Februar 1927 stellte Hamilton außerdem in den Macbeth Galleries in New York City im Rahmen der Ausstellung der American Society of Miniature Painters aus; möglicherweise war sie auch Mitglied der ASMP. Sie unternahm mindestens eine Auslandsreise im Jahr 1914.